# Нівервілль
Нівервілль (англ. Niverville) — містечко в Канаді, у провінції Манітоба, у складі сільського муніципалітету Гановер.

## Населення
За даними перепису 2016 року, містечко нараховувало 4610 осіб, показавши зростання на 30,2%, порівняно з 2011-м роком. Середня густина населення становила 530,6 осіб/км².
З офіційних мов обидвома одночасно володіли 425 жителів, тільки англійською — 4 100, тільки французькою — 15, а 20 — жодною з них. Усього 640 осіб вважали рідною мовою не одну з офіційних, з них 5 — одну з корінних мов.
Працездатне населення становило 75,3% усього населення, рівень безробіття — 4,9% (5,3% серед чоловіків та 4,5% серед жінок). 89,8% осіб були найманими працівниками, а 9,4% — самозайнятими.
Середній дохід на особу становив $49 832 (медіана $42 496), при цьому для чоловіків — $62 649, а для жінок $37 179 (медіани — $55 991 та $32 427 відповідно).
27,3% мешканців мали закінчену шкільну освіту, не мали закінченої шкільної освіти — 21%, 51,6% мали післяшкільну освіту, з яких 34,2% мали диплом бакалавра, або вищий, 10 осіб мали вчений ступінь.
| Статево-вікова структура населення | Статево-вікова структура населення | Статево-вікова структура населення | Статево-вікова структура населення | Статево-вікова структура населення |
| ---------------------------------- | ---------------------------------- | ---------------------------------- | ---------------------------------- | ---------------------------------- |
|                                    |                                    |                                    |                                    |                                    |
| Всього                             | Всього                             | 49,0%51,0%                         |                                    |                                    |
| 0 — 14 років                       | 0 — 14 років                       |                                    | 28,5%                              | 28,5%                              |
| 15 — 64 років                      | 15 — 64 років                      |                                    | 62,8%                              | 62,8%                              |
| 65 і більше                        | 65 і більше                        |                                    | 8,7%                               | 8,7%                               |
| 85 і більше                        | 85 і більше                        |                                    | 1,2%                               | 1,2%                               |
| Середній вік (років)               | Середній вік (років)               | 32,032,2                           | 32,1                               | 32,1                               |
| Медіана (років)                    | Медіана (років)                    | 31,831,4                           | 31,6                               | 31,6                               |
| — чоловіки — жінки                 |                                    |                                    |                                    |                                    |

| Походження мешканців:     | Походження мешканців:     | Походження мешканців: | Походження мешканців: | Походження мешканців: |
| ------------------------- | ------------------------- | --------------------- | --------------------- | --------------------- |
| Походження                |                           |                       | осіб                  | %                     |
| Корінні американці        | Корінні американці        |                       | 535                   | 11.73%                |
| Інше північноамериканське | Інше північноамериканське |                       | 1 330                 | 29.17%                |
| Європейське               | Європейське               |                       | 3 595                 | 78.84%                |
| британське                | британське                |                       | 1 490                 | 32.68%                |
| французьке                | французьке                |                       | 765                   | 16.78%                |
| українське                | українське                |                       | 660                   | 14.47%                |
| Латинськоамериканське     | Латинськоамериканське     |                       | 125                   | 2.74%                 |
| Карибське                 | Карибське                 |                       | 20                    | 0.44%                 |
| Африканське               | Африканське               |                       | 105                   | 2.3%                  |
| Азійське                  | Азійське                  |                       | 240                   | 5.26%                 |
| Океанійське               | Океанійське               |                       | 40                    | 0.88%                 |

| Зайнятість населення за галузями (за класифікацією NOC): | Зайнятість населення за галузями (за класифікацією NOC): | Зайнятість населення за галузями (за класифікацією NOC): | Зайнятість населення за галузями (за класифікацією NOC): | Зайнятість населення за галузями (за класифікацією NOC): |
| -------------------------------------------------------- | -------------------------------------------------------- | -------------------------------------------------------- | -------------------------------------------------------- | -------------------------------------------------------- |
|                                                          |                                                          |                                                          |                                                          |                                                          |
| Управління                                               | Управління                                               |                                                          | 13%                                                      | 13%                                                      |
| Бізнес, фінанси та адміністрування                       | Бізнес, фінанси та адміністрування                       |                                                          | 16%                                                      | 16%                                                      |
| Природничі та прикладні науки                            | Природничі та прикладні науки                            |                                                          | 5,8%                                                     | 5,8%                                                     |
| Охорона здоров'я                                         | Охорона здоров'я                                         |                                                          | 8%                                                       | 8%                                                       |
| Освіта, правозахист, муніципальні та урядові служби      | Освіта, правозахист, муніципальні та урядові служби      |                                                          | 13,8%                                                    | 13,8%                                                    |
| Мистецтво, культура, відпочинок та спорт                 | Мистецтво, культура, відпочинок та спорт                 |                                                          | 2,9%                                                     | 2,9%                                                     |
| Роздрібна торгівля та послуги                            | Роздрібна торгівля та послуги                            |                                                          | 18,7%                                                    | 18,7%                                                    |
| Гуртова торгівля, транспорт та обладнання                | Гуртова торгівля, транспорт та обладнання                |                                                          | 17,7%                                                    | 17,7%                                                    |
| Природні ресурси, сільське господарство                  | Природні ресурси, сільське господарство                  |                                                          | 2,7%                                                     | 2,7%                                                     |
| Виробництво                                              | Виробництво                                              |                                                          | 1,9%                                                     | 1,9%                                                     |

## Клімат
Середня річна температура становить 2,7°C, середня максимальна – 23,9°C, а середня мінімальна – -24,7°C. Середня річна кількість опадів – 554 мм.
| Клімат поселення                              | Клімат поселення | Клімат поселення | Клімат поселення | Клімат поселення | Клімат поселення | Клімат поселення | Клімат поселення | Клімат поселення | Клімат поселення | Клімат поселення | Клімат поселення | Клімат поселення | Клімат поселення |
| Показник                                      | Січ.             | Лют.             | Бер.             | Квіт.            | Трав.            | Черв.            | Лип.             | Серп.            | Вер.             | Жовт.            | Лист.            | Груд.            |                  |
| Середній максимум, °C                         | −11,64           | −7,28            | 0,08             | 10,34            | 18,65            | 23,76            | 23,93            | 23,10            | 17,69            | 10,40            | 0,00             | −9,54            |                  |
| Середня температура, °C                       | −18,18           | −13,8            | −6,46            | 3,80             | 12,11            | 17,23            | 19,31            | 18,45            | 13,06            | 5,80             | −4,61            | −14,16           |                  |
| Середній мінімум, °C                          | −24,7            | −20,34           | −12,98           | −2,73            | 5,58             | 10,70            | 14,68            | 13,81            | 8,42             | 1,14             | −9,3             | −18,78           |                  |
| Норма опадів, мм                              | 19               | 13               | 22               | 29               | 66               | 98               | 89               | 75               | 50               | 43               | 27               | 23               |                  |
| Середньомісячна швидкість вітру, м/с          | 4.13             | 4.10             | 4.25             | 4.40             | 4.40             | 3.90             | 3.50             | 3.60             | 4.10             | 4.40             | 4.40             | 4.20             |                  |
| Середньомісячна сонячна радіація, кДж/м²·день | 4360             | 7768             | 12506            | 17097            | 19971            | 21075            | 21698            | 18413            | 12748            | 7595             | 4309             | 3243             |                  |
| --------------------------------------------- | ---------------- | ---------------- | ---------------- | ---------------- | ---------------- | ---------------- | ---------------- | ---------------- | ---------------- | ---------------- | ---------------- | ---------------- | ---------------- |
| Джерело:                                      |                  |                  |                  |                  |                  |                  |                  |                  |                  |                  |                  |                  |                  |